# Tamborileros del Sur

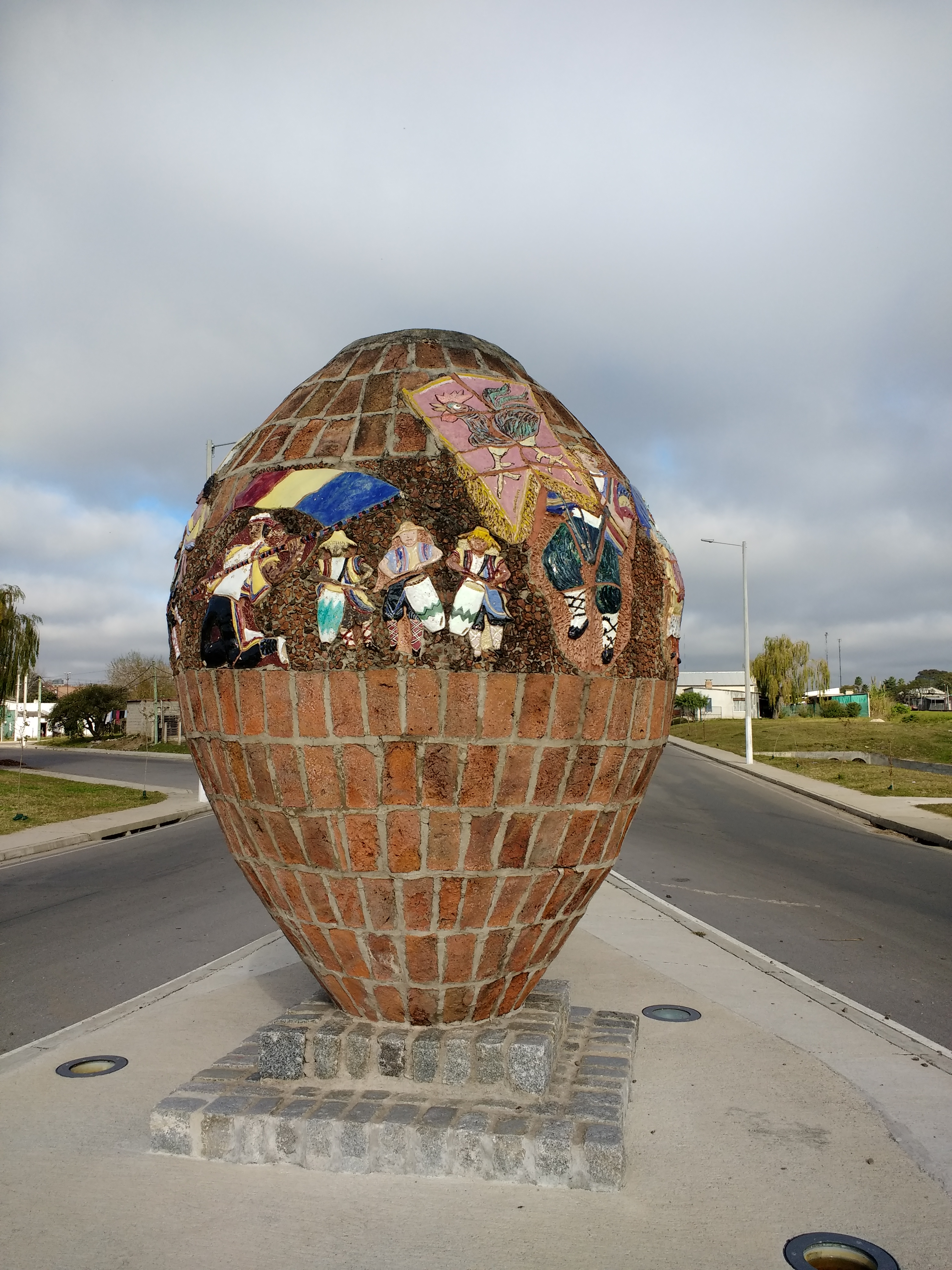
El Monumento al Tamboril en Durazno incluye un estandarte con un Gallo en homenaje al fundador de Tamborileros del Sur: Pedro Rojas.

Tamborileros del Sur fue una comparsa de candombe de Durazno, Uruguay. La comparsa fue fundada y dirigida originalmente por Pedro "Gallo" Rojas, quien también fabricó los tambores que tocaban. Se trata de la primera comparsa de candombe del interior del país y estuvo activa, con interrupciones, durante cinco décadas.
Su antecedente fue la troupe Barrio Sur, surgida en Durazno en 1948 con varios de los mismos integrantes.

## Historia
Tamborileros del Sur se formó en la década de 1960 en el conventillo del Bertonasco. Desfiló en el carnaval de Durazno como conjunto de tamborileros obteniendo reconocimientos y premios en los años 1960, 1964, 1968, 1973, 1978, 1979 y 1980.
En 1981 la comparsa desfiló en el desfile de Llamadas de Montevideo y a partir de 1985 desfiló anualmente en Durazno hasta el fallecimiento de Pedro Rojas en 1988. En 1989 se originan las Llamadas de Durazno y Tamborileros del Sur retoma su participación en 1990 hasta el año 2000.
Además de Pedro "Gallo" Rojas dirigieron la comparsa en diferentes momentos su hijo Alberto "Sapo" Rojas (quien aprendió de su padre el oficio de crear tamboriles) y Roberto Sagardoy.

## Legado
La influencia de Tamborileros del Sur en las comparsas de Durazno es fundamental. Su aporte contribuyó al surgimiento de las comparsas Llamarada Duraznense y Afrocán, a mediados de la década de 1980, y las comparsas que surgieron posteriormente pueden vincularse a Tamborileros del Sur a través de su legado y formación.
Pedro "el Gallo" Rojas ha sido homenajeado en varias ocasiones por su relevancia para el candombe duraznense: 
- Existe una calle con su nombre en el barrio Bertonasco de Durazno, cerca de donde termina el desfile de Llamadas y se encuentra el Monumento al Tambor.[2]
- El Monumento al Tambor incluye un homenaje a Tamborileros del Sur y a su fundador.
- El músico duraznense Gonzalo Pombo incluyó una canción sobre Pedro Rojas, llamada Gallo, en su disco Hotel Uruguay.
- En 2016 una tercera generación de descendientes de Pedro Rojas creó la comparsa La Rompe Lonja en la ciudad de Durazno.